# ジョンソンビルの戦い
ジョンソンビルの戦い（ジョンソンビルのたたかい、英: Battle of Johnsonville）は、南北戦争も終盤となった1864年11月4日から5日、テネシー州ベントン郡とハンフリーズ郡ジョンソンビルの近くで起きた戦闘である。南軍の騎兵隊指揮官ネイサン・ベッドフォード・フォレスト少将が23日間におよぶ西テネシーへの襲撃遠征を行い、その頂点がテネシー州ジョンソンビル北軍補給基地への攻撃だった。フォレスト軍の攻撃でテネシー川に浮かぶ多くの船や、数百万ドルに相当する物資を破壊し、テネシー州の州都ナッシュビルにあった北軍ジョージ・ヘンリー・トーマス少将の兵站操作を妨害した。その結果、トーマス軍はフランクリン・ナッシュビル方面作戦で、テネシー州に侵入して来たジョン・ベル・フッド中将の南軍を破るという作戦に一時的な障害を生じた。しかし最終的にはトーマス軍がフッド軍を破ることにはなった。

## 背景
北軍がテネシーに物資を供給した重要なルートの1つはテネシー川であり、物資はジョンソンビルで船から卸され、そこから列車に積まれてナッシュビルに運ばれた。1864年秋、主にトーマスが指揮していたカンバーランド軍に物資が向けられていた。一方、フッド軍は北アラバマを通過してテネシー州侵略に向かった。1864年9月下旬、フッド軍はジョージア州アトランタの近辺を北西に出発し、北軍の補給線を破壊すれば、ウィリアム・シャーマン将軍の軍隊を戦闘に誘き出せると期待していた。シャーマンはフッド軍を追ってアラバマ州ゲイルズビルまで行ったが、アトランタに戻り、むしろジョージア州を抜けて海への進軍を行うことに決めた。シャーマンはテネシー州防衛の責任をトーマスに任せた。
南軍のリチャード・テイラー中将がフォレストに、西テネシーで幅広い騎兵による襲撃を行い、ナッシュビルまでの北軍補給線を破壊するよう命じた。フォレストの当初の標的はテネシー川沿いのジョンソンビルより北にあるハイマン砦であり、、そこを占領すれば、上流にあるジョンソンビルに北軍の補給船が到着できなくさせることができた。フォレスト隊が出発したのは1864年10月16日だった。その部隊は以前の襲撃で疲れており、フォレストは一旦散開して馬や物資を集め、再度襲撃のために戻ってくるよう命じた。フォレスト自身は10月24日に北への移動を始め、10月28日にハイマン砦に到着し、そこに大砲を据えた。10月29日と30日、その大砲の砲火によって蒸気船マゼッパ号、アンナ号、ビーナス号と砲艦アンダイン号を捕獲した。この時点で北軍はジョンソンビルに向けた川による物資輸送を止めた。
フォレストは捕まえた船の中でアンダイン号とビーナス号を修理し、ジョンソンビル攻撃を支える小さな船隊として使った。船と騎兵隊は11月1日に出発したが、陸上を進む部隊は最近の雨の後で道路の状態が悪く、進むのが困難な状況だった。11月2日、フォレストの船隊に北軍のキーウェスト号とタワー号の2隻の砲艦が挑み、ビーナス号が座礁して捕獲された。北軍はケンタッキー州パデューカからさらに6隻の砲艦に出動させ、11月3日にはジョンソンビルに近いレイノルズバーグ島の反対側にある南軍の強力な陣地と砲撃戦を行った。北軍の船隊がこれら南軍の陣地を落とそうとして苦心している間に、フォレストはジョンソンビル攻撃のために自軍に準備をさせた。

## 戦闘
1864年11月3日の夜、フォレスト軍の砲兵、ジョン・モートン大尉が、ジョンソンビルの北軍補給基地からは川の対岸に大砲を据えた。11月4日朝、アンダイン号と南軍の砲台は、北軍のジョンソンビルにいるエドワード・M・キング海軍大尉の指揮する砲艦3隻、およびルロイ・フィッチ海軍少佐の指揮するパデューカからの砲艦6隻から攻撃を受けた。南軍のフランク・M・クレイシー（元は蒸気船の船長で、この時は南軍の騎兵だった）がアンダイン号に火を点けて放棄し、それが火薬庫の爆発に繋がった。フォレストの艦隊指揮は短時間で終わった。この損失にも拘わらず、南軍の陸の大砲は北軍の艦隊による脅威を無力化させるには効果的だった。フィッチはレイノルズバーグ島とテネシー川西岸の間の狭い水路に砲艦を進ませることを躊躇ったので、長射程からの砲撃に限られることになった。キングは自分の艦のうちの1隻を19回直撃した南軍の砲撃を受けて萎縮してしまい、ジョンソンビルに戻った。
モートン大尉の大砲は北軍の補給基地を砲撃し、またその桟橋に居た28隻の蒸気船や艀も砲撃した。北軍の砲艦、キーウェスト号、タワー号、エルフィン号の3隻とも航行不能あるいは破壊された。北軍の守備隊指揮官が補給船を燃やし、南軍に捕獲されないようにするよう命令した。フォレストは、「夜までに桟橋から川の上下流1マイル (1.6km) 近くが1つの炎に包まれていた。...この遠征で計画した任務を完遂し、敵の資産が燃える灯りを利用して、配下の部隊を夜の間に6マイル (10 km) 移動させた」と記していた。

## 戦いの後
フォレストは大変少ない労力で敵に大きな損傷を与えた。損失は戦死2名と負傷9名と報告した。北軍の損失は砲艦4隻、輸送船14隻、艀20隻、大砲28門、670万ドル相当の物資に加え、捕虜150人と報告した。ある北軍の士官は損失額を約220万ドルと言っていた。この襲撃のその後の展開により、北軍の指揮官層は、シャーマンがフッドやフォレストと直接対峙する代わりに、ジョージア州を抜けて移動する作戦について、次第に危惧するようになっていった。フォレストの部隊は豪雨で動きを遅らされながら、テネシー州ペリービルに進み11月10日にはコリンスに到着した。この襲撃の間の11月3日、南軍の戦線指揮官P・G・T・ボーリガード将軍が、フランクリン・ナッシュビル方面作戦にあたるフッドのテネシー軍にフォレストの騎兵隊を割り付けた。フッドは、フォレストが11月16日に自軍と合流できるまで、アラバマ州タスカンビアから北のテネシー州に入るのを遅らせた。

## 遺産
ジョンソンビルの戦い戦場跡は現在、テネシー川のベントン郡側にあるネイサン・ベッドフォード・フォレスト州立公園と、ハンプリーズ郡側にあるジョンソンビル州立歴史公園という2つのテネシー州立公園の中心にある。